# Andrea Bröderbauer
Andrea Bröderbauer (* 1985) ist eine österreichische Theaterschauspielerin.

## Leben und Wirken
Andrea Bröderbauer wuchs in einem Dorf im oberösterreichischen Mühlviertel auf. Ursprünglich wollte sie Maskenbildnerin oder Friseurin werden. Mit zwölf Jahren wirkte sie erstmals in einer Schultheater-Aufführung mit.
Nach ihrer Matura studierte sie Darstellende Kunst an der Universität Graz. Sie ist seither vor allem auf der Theaterbühne aktiv und wirkte in Theaterstücken wie beispielsweise Ein Sommernachtstraum mit. Sie spielte unter anderem auch am Schauspielhaus Graz oder am Volkstheater Wien unter der Regie von Claus Peymann. Im Jahr 2009 stand sie nackt am Berliner Ensemble in dem Theaterstück Mein Kampf in der Rolle des Gretchen auf der Bühne. Zudem ist sie als Sprecherin beim Sender Österreich 1 tätig und sprach verschiedene Hörbücher ein. Sie wirkte bislang in zwei Filmen als Schauspielerin vor der Kamera mit.

## Filmografie
- 2011: TV Aktiv (Kurzfilm)
- 2014: Kommissar Taler (Spielfilm)